# David Fernández Miramontes
David Fernández Miramontes (La Coruña, España, 20 de enero de 1976) es un exfutbolista español que se desempeñaba como delantero.

## Clubes
| Club                             | País    | Año       |
| -------------------------------- | ------- | --------- |
| R. C. Deportivo de La Coruña "B" | España  | 1994-1995 |
| R. C. Deportivo de La Coruña     | España  | 1995-1997 |
| Sevilla F. C.                    | España  | 1997-1998 |
| R. C. Deportivo de La Coruña     | España  | 1998-1999 |
| C. D. Toledo                     | España  | 1999-2000 |
| Airdrieonians F. C.              | Escocia | 2000-2001 |
| Livingston F. C.                 | Escocia | 2001-2002 |
| Celtic F. C.                     | Escocia | 2002-2003 |
| Livingston F. C.                 | Escocia | 2003-2004 |
| Celtic F. C.                     | Escocia | 2004-2005 |
| Dundee United F. C.              | Escocia | 2005-2006 |
| Kilmarnock F. C.                 | Escocia | 2006-2010 |